# Padule di Bolgheri
Il padule di Bolgheri è una zona umida lungo la fascia costiera della Val di Cecina ed è riconosciuta sito di interesse comunitario, è classificata come zona umida di importanza internazionale (convenzione di Ramsar), e ZPS dal Ministero dell'ambiente. Si trova sul territorio di Castagneto Carducci in provincia di Livorno e per la sua avifauna è anche indicata dal BirdLife International come sito ICBP.

## Territorio
Il suo territorio è costituito in prevalenza da campi incolti o coltivati, da bosco planiziale allagato, mentre la zona umida vera e propria è costellata di stagni retrodunali, tombolo costiero e arenile. Si alternano vari habitat: foreste dunali di Pinus pinea e di Pinus pinaster, dei frassineti, zone di perticaia costiera di ginepri e di praterie mediterranee con piante erbacee alte e giunchi.

## Flora
Tra le piante presenti nella riserva vi sono il frassino ossifillo, l'olmo campestre, il ginepro coccolone, il ginepro fenicio, la tamerice, il prugnolo, il biancospino, la roverella, il leccio, il pino domestico, la canna di palude, lo scirpo, il giglio di mare, l'eringio marittimo, la soldanella.

## Fauna
Nel Padule di Bolgheri trovano rifugio alcune specie rare e minacciate.
Nella zona umida sono numerosi gli uccelli che trovano qui una zona di svernamento e di nidificazione.
Svernano qui il fischione e gruppi di oche selvatiche. Vi nidificano l'airone rosso, la calandrella, il succiacapre, la pavoncella, l'averla piccola e l'averla capirossa, specie vulnerabili, il cavaliere d'Italia ed il fratino eurasiatico, specie minacciata. La zona boschiva è popolata dal picchio rosso minore, vulnerabile, dal martin pescatore, vulnerabile, dal cuculo dal ciuffo e dalla colombella, specie rare.
Nel 2008 è tornata a nidificare anche la cicogna, specie che da duecento anni mancava dalla Maremma e che da allora nidifica regolarmente nell'area.
Tra i mammiferi si incontrano il cinghiale, il daino, il capriolo, il coniglio selvatico, la lepre, l'istrice, il tasso, la donnola, la faina, la volpe, il moscardino, il riccio, lo scoiattolo.
Tra gli anfibi sono presenti specie endemiche, come il tritone crestato italiano, il tritone punteggiato, la rana verde, la rana di Lessona.
Tra i rettili ricordiamo la testuggine di Hermann, specie vulnerabile, e la testuggine d'acqua, specie minacciata.

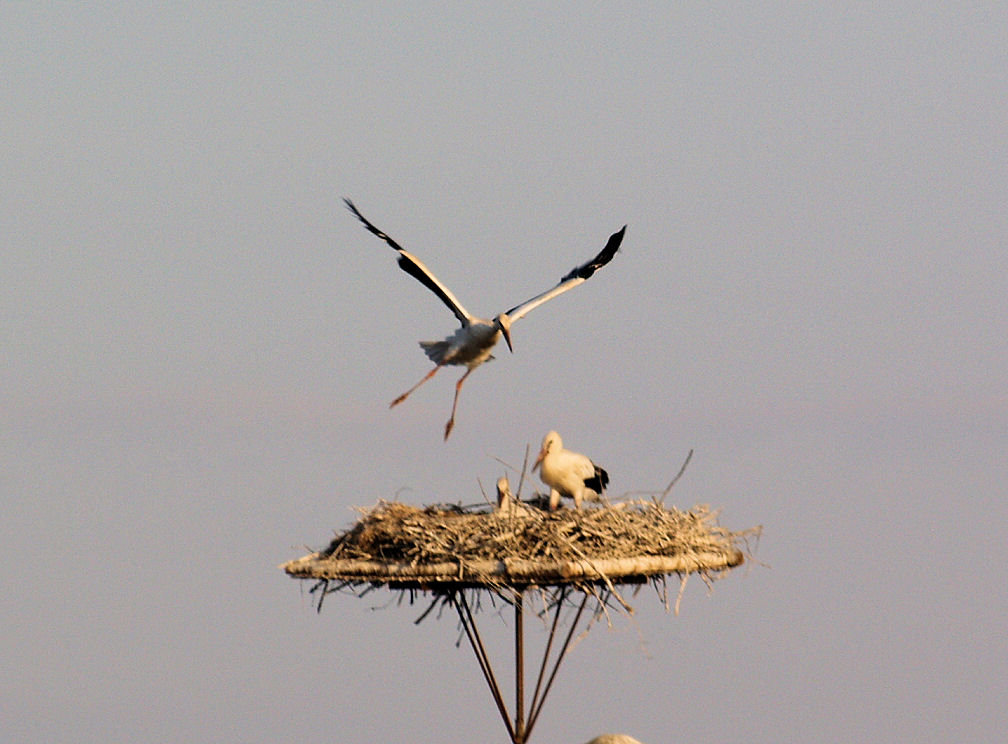
Giovani cicogne nell'oasi
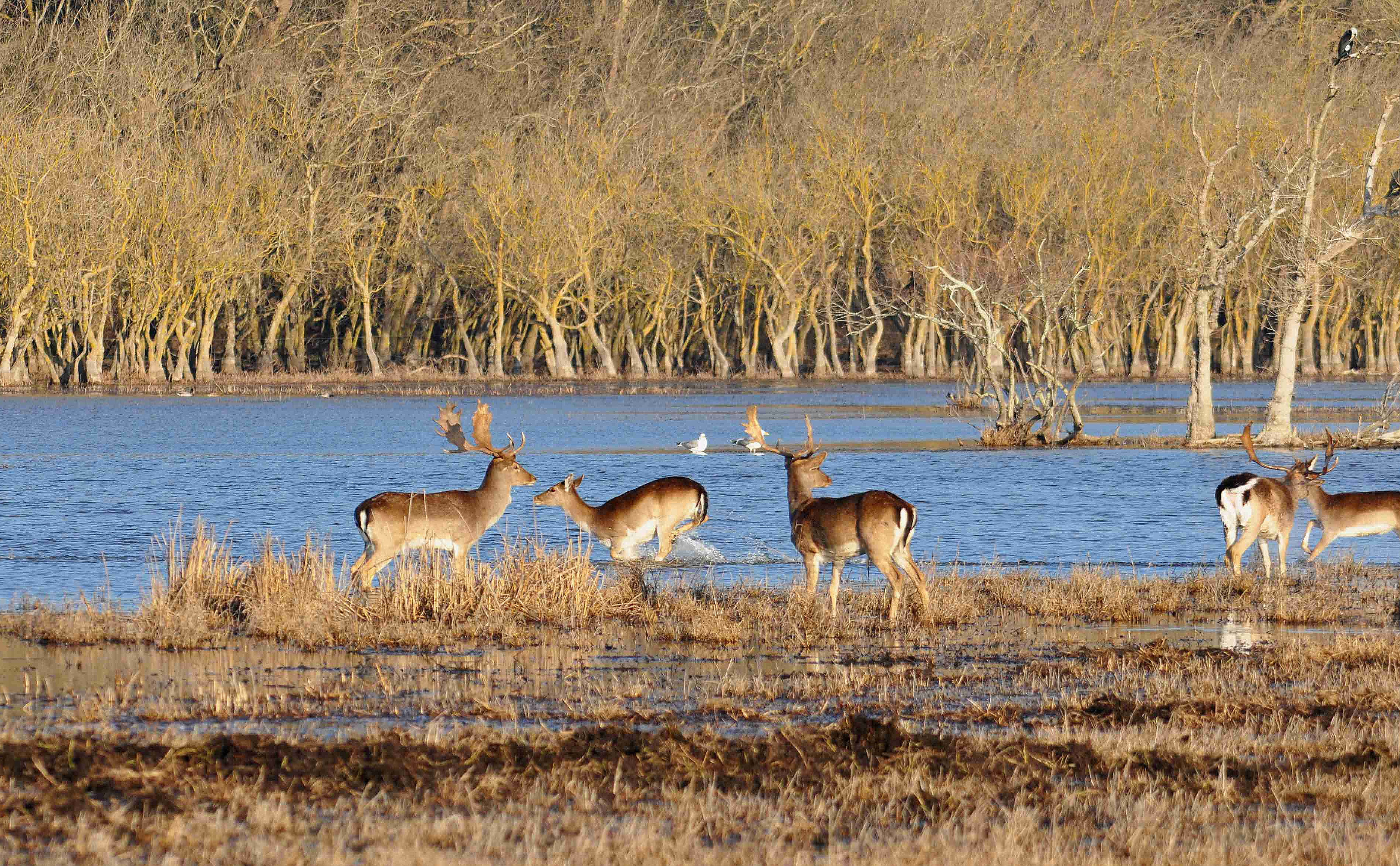
Daini nel Padule
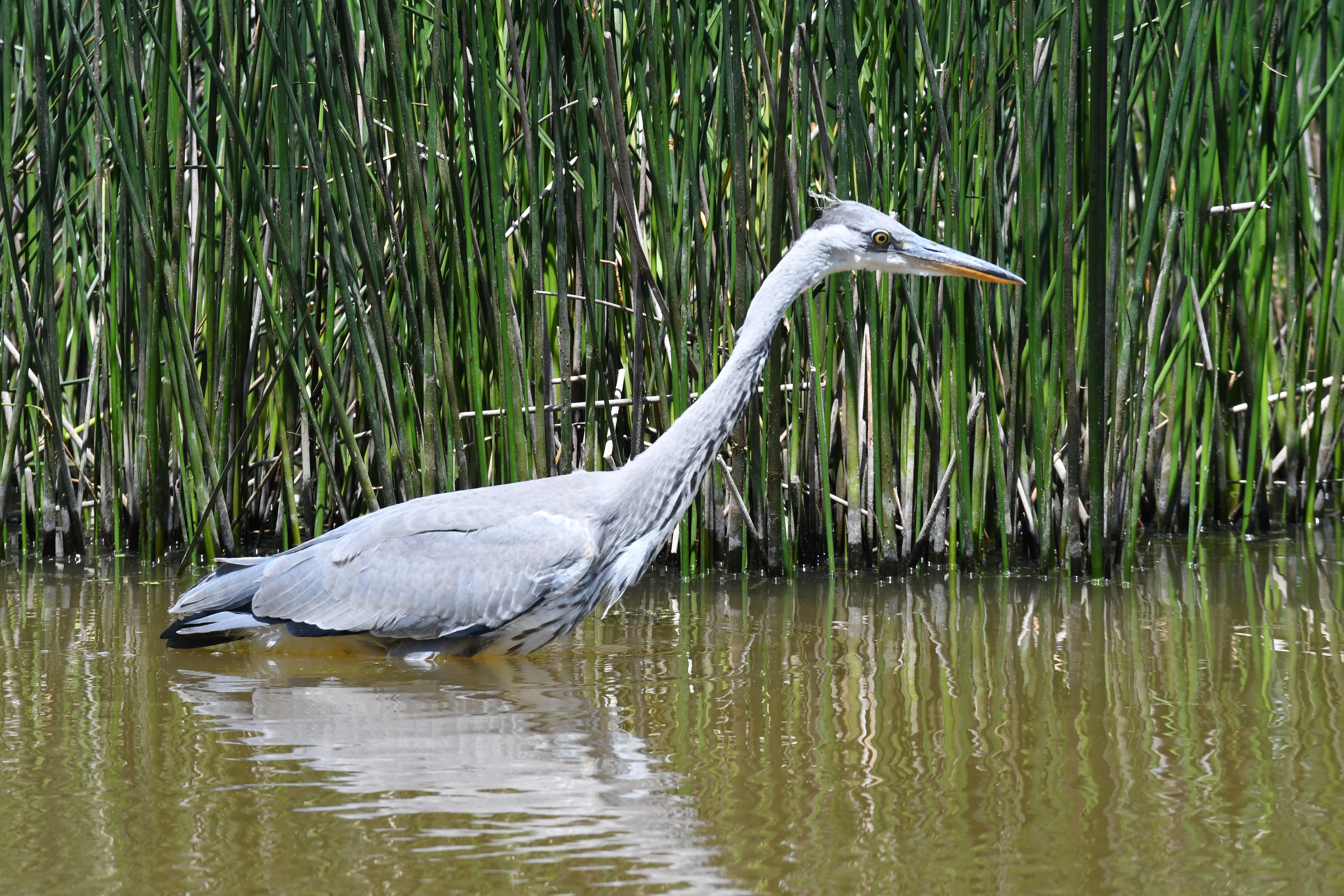
Airone cenerino nell'oasi